# Mašovice

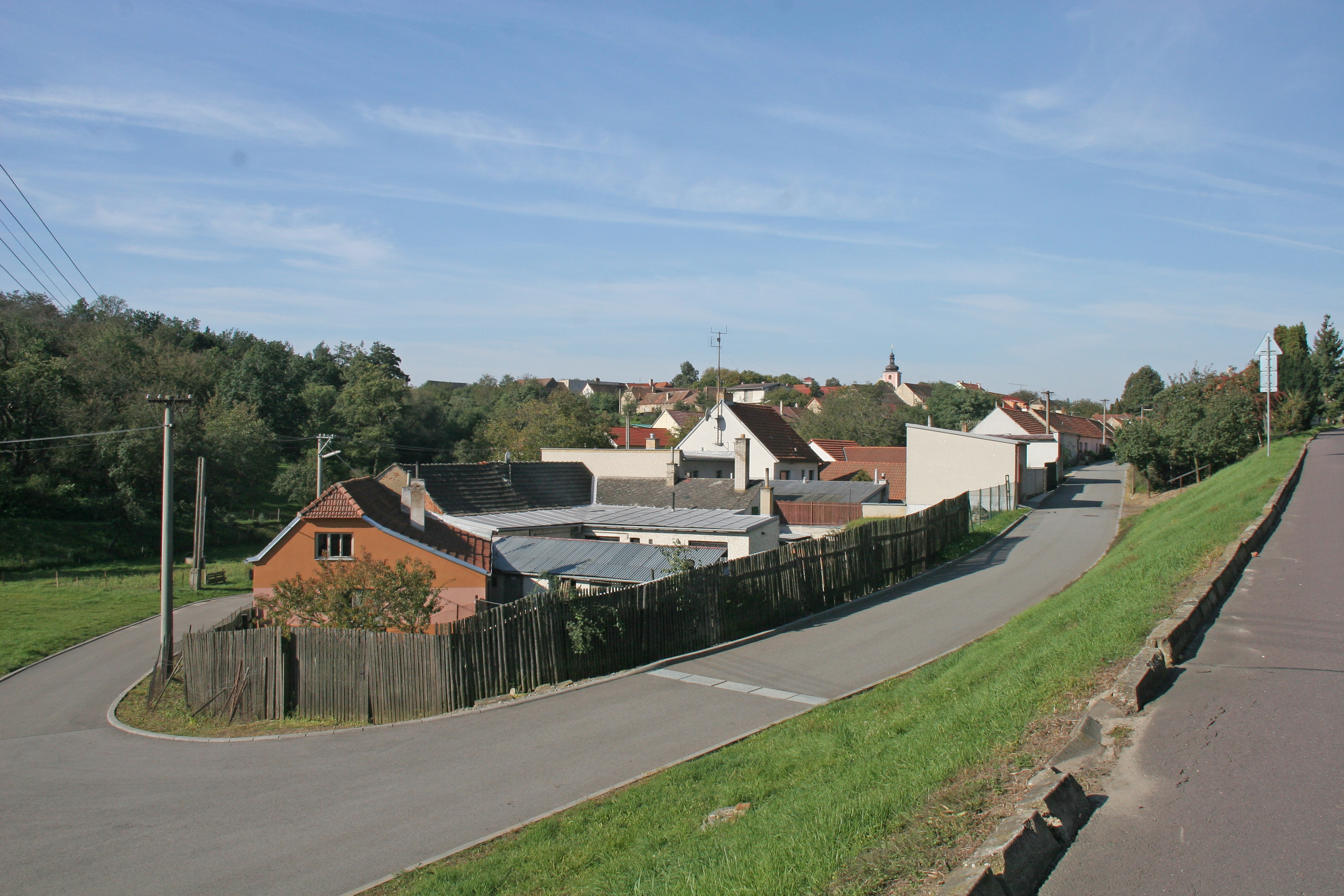
Blick von Osten auf Mašovice

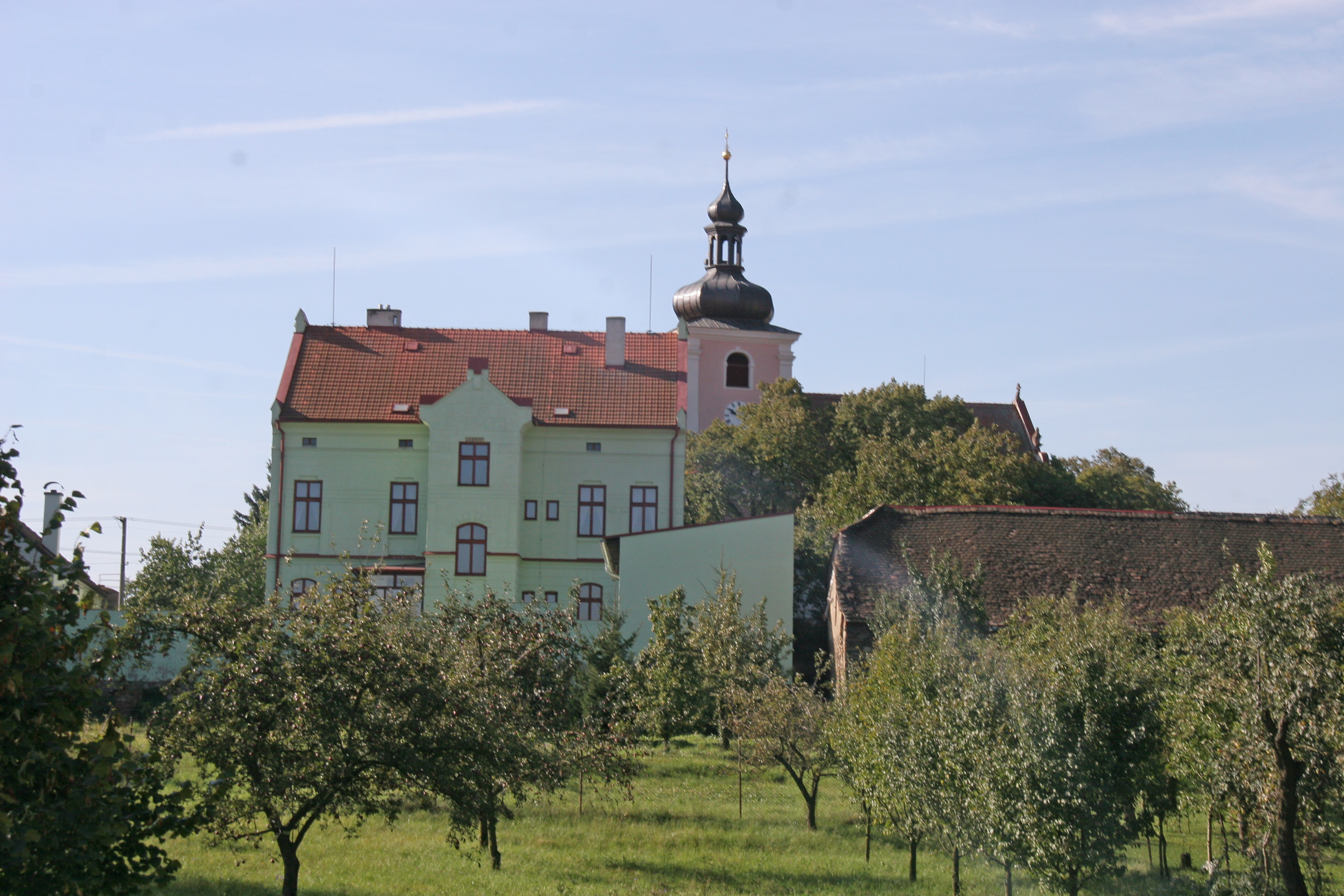
Kirche und Pfarrhaus

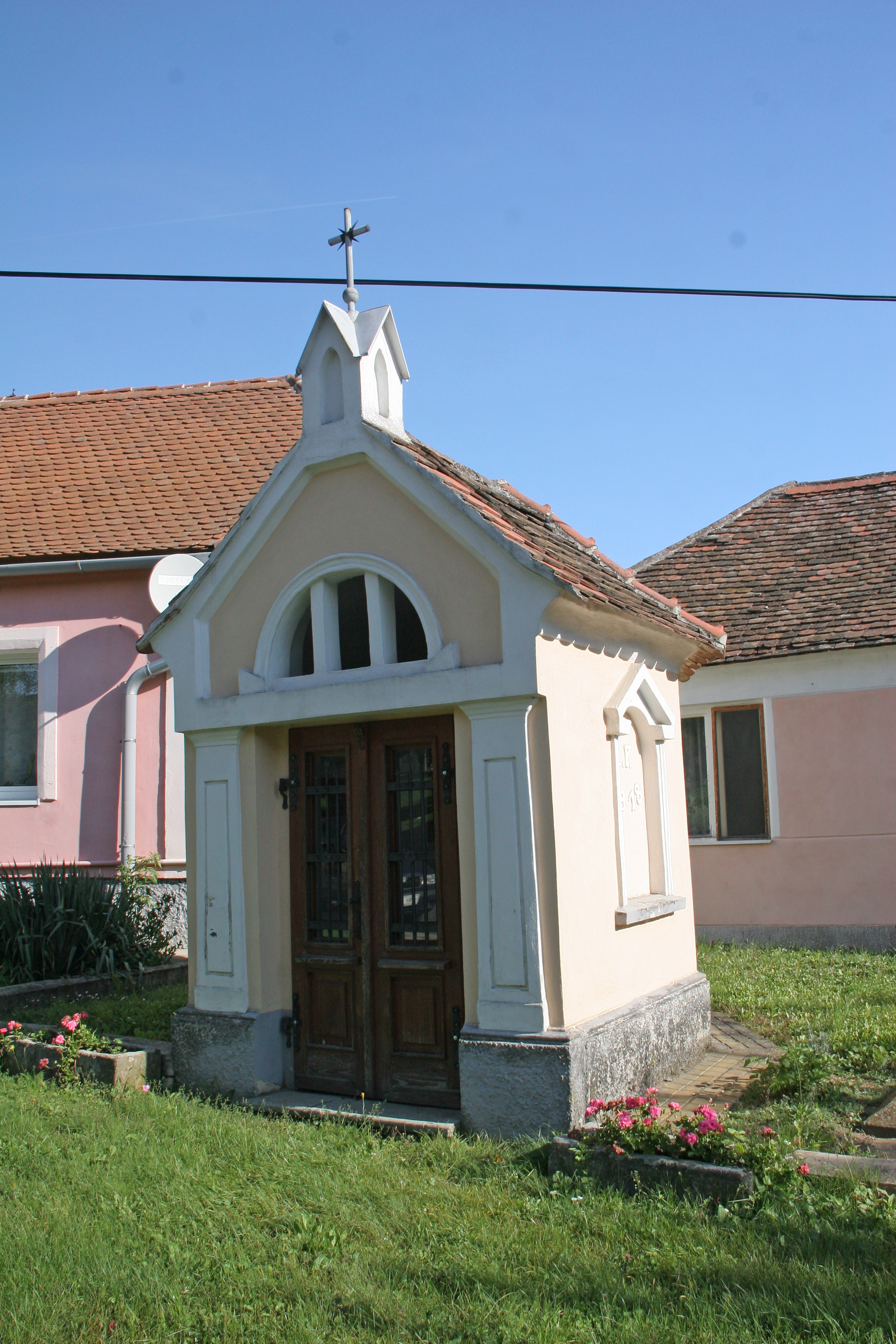
Kapelle

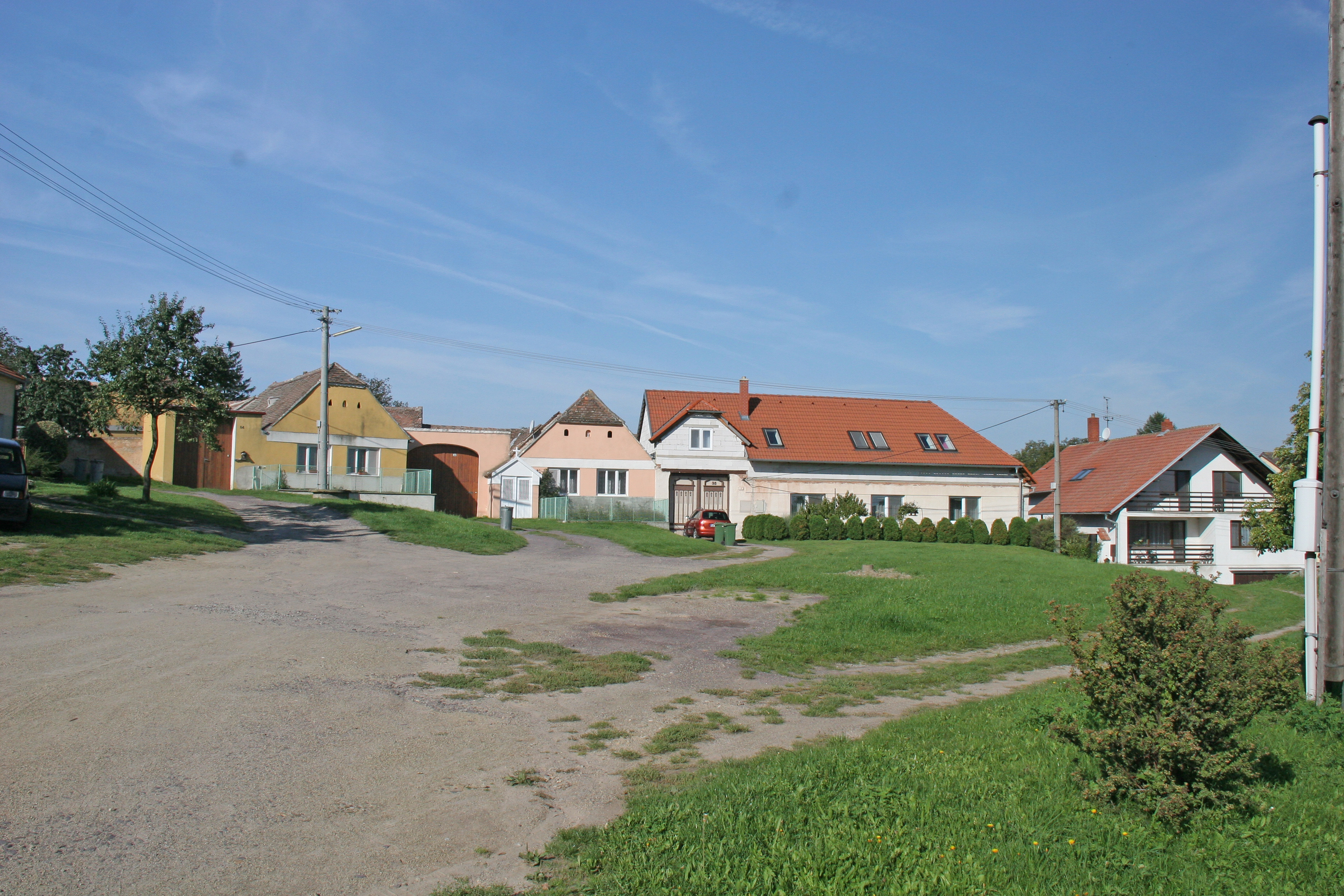
Westlicher Teil des Dorfangers

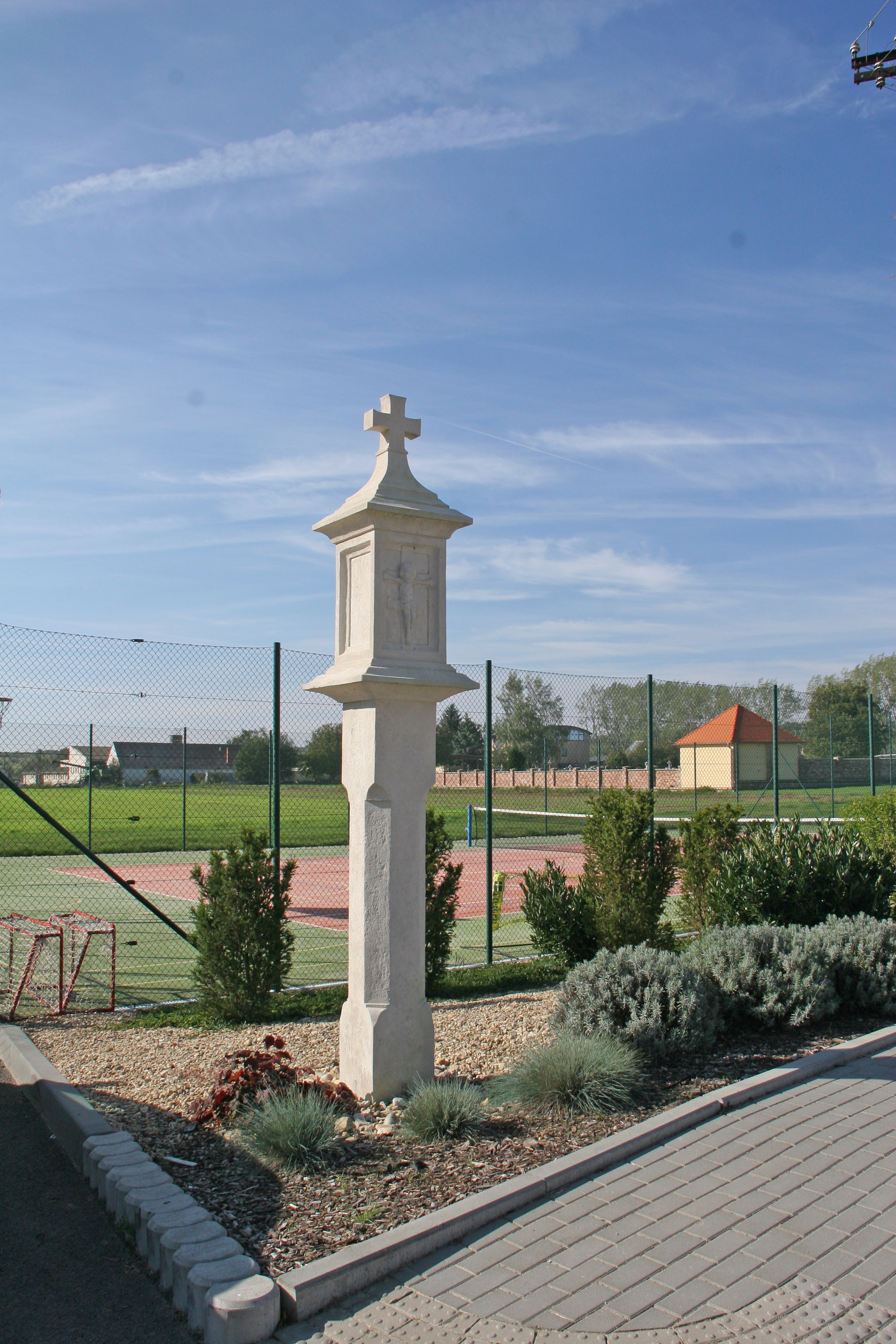
Bildstock

Mašovice (deutsch Groß Maispitz) ist eine Gemeinde in Tschechien. Sie liegt sechs Kilometer westlich von Znojmo und gehört zum Okres Znojmo.

## Geographie
Mašovice befindet sich am Rande des Nationalparkes Podyjí in der Citonická plošina (Edmitzer Ebene). Das Längsangerdorf liegt am Hang eines rechten Seitentals des Mašovický potok (Maispitzer Bach). Südöstlich erhebt sich die Klínka (394 m n.m.), im Südwesten die Lipina (438 m n.m.), der Čerchov (438 m n.m.) und die Horka (431 m n.m.) sowie westlich der Kozí vrch (430 m n.m.). Zwei bis drei Kilometer östlich und südlich des Ortes verläuft das mit dem Stausee Znojmo teilweise geflutete Kerbtal der Thaya.
Nachbarorte sind Citonice und Mramotice im Norden, Kasárna und Cinová Hora im Nordosten, Mašovický Dvůr und Hradiště im Osten, Andělský Mlýn, Sedlešovice, Konice und Popice  im Südosten, Havraníky, Hnanice und Mitterretzbach im Süden, Hofern und Niederfladnitz im Südwesten, Podmolí, Nová Ves und Lukov im Westen sowie Čížov, Horní Břečkov und Bezkov im Nordwesten.

## Geschichte
Archäologische Funde belegen eine durchgehende Besiedlung des Gemeindegebietes seit dem Ende der Jungsteinzeit. Die am Ortsrand in der Flur Pšeničná entdeckte zweifache Ringgrabenanlage aus der Zeit der Mährischen Bemaltkeramik-Kultur war der erste derartige Fund in Mähren. Durch Luftaufnahmen wurden der äußere Ring mit einem Durchmesser von 110 m und der innere Ring mit 80 m bemessen; damit stellt die Anlage nach der in Vedrovice die zweitgrößte in Mähren dar. Es wird angenommen, dass sich nach allen vier Himmelsrichtungen Eingangstore befanden; durch Ausgrabungen konnten Reste des West- und des Nordtores aufgefunden werden. Im Graben fanden sich Rinderhörner von bis zu 50 cm Länge; ob sich diese ursprünglich auf Pfählen im Innern der Anlage befanden oder nutzlos in den Graben geworfen wurden, konnte bisher nicht eindeutig geklärt werden. In den Jahren 2007 und 2008 wurden zwei Venusfigurinen aufgefunden, die mit „Hedvíka“ und „Johanka“ bezeichnet wurden. Die 2007 entdeckte Hedvíka, die nur als Torso mit dem Unterleib und einem Bein erhalten ist, war vermutlich 50 cm groß. Sie ist der einzig bekannte Fund einer Figurine dieser Größe in Europa und dem Orient; im Jahre 2008 wurde eine Nachbildung gefertigt. Bei einer großflächigen Ausgrabung wurde außerdem eine Siedlung der Linearbandkeramischen Kultur freigelegt; es wird angenommen, dass der Platz bis zum zweiten Jahrhundert v. Chr. durchgehend bewohnt wurde.
Mašovice wurde vermutlich im Jahre 1046 gegründet. Erstmals schriftlich erwähnt wurde das Dorf 1052 zusammen mit anderen Orten in einer Schenkungsurkunde des Herzogs Břetislav I. für das Kollegiatkapitel Stará Boleslav, die jedoch ein Falsifikat aus dem 12. Jahrhundert ist. In der Beschreibung des Bistums Olmütz aus dem Jahre 1131 waren zwei Freilahne in Masovic unter den Gütern der Znaimer Kirche aufgeführt. Im Jahre 1220 schenkte der Znaimer Burggraf Jimram von Boskowitz dem Kloster Brück für die neu gegründete Kirche der hl. Margarethe in Přímětice neben Land in Přímětice und Kuchařovice auch einen Wald bei Massovitz, womit jedoch wahrscheinlich das heutige Hluboké Mašůvky gemeint ist. Markgraf Ottokar II. Přemysl überließ 1252 einen Teil von Mašovice der Propstei und der Kirche St. Hippolyt auf dem Pöltenberg und bestätigte den Kreuzherren mit dem Roten Stern am 6. Juni desselben Jahres den Besitz. 1259 erwarben der erste Pöltenberger Propst Karl auch den anderen Teil des Dorfes vom Zisterzienserinnenkloster Marienthal in Oslavany im Tausch gegen Řeznovice. Nach Ottokars Tod besetzten im Jahre 1278 die Truppen des deutschen Königs Rudolf I. Mähren, dabei wurde Mašovice geplündert und verwüstet.
Im Jahre 1324 erfolgte die Wiederbesiedlung des verödeten Dorfes; der Pöltenberger Propst schloss mit dem Richter in Šatov einen Vertrag über die Neubesiedlung von acht wüsten Huben in Mašovice. Zwei weitere Huben in Maspitz überließ die Propstei 1335 auf Lebenszeit dem Pfarrer mit anschließender Rückfallklausel. Im Jahre 1408 besaßen die Bítovský von Lichtenburg vier Huben in Maspitz, die der Burg Bítov untertänig waren. Etwa einen Kilometer östlich von Maspitz entstand das Dörfchen Klein Maspitz. In den Anfangsjahren des Dreißigjährigen Krieges veräußerte die Probstei Pöltenberg aus Geldnöten mehrere Grundstücke an Bauern. Nach Beendigung des Krieges sind für Maspitz im Hufenregister (Lánský rejstřík) 45 Anwesen ausgewiesen, von denen 14 wüst lagen. Im Jahre 1660 kaufte die Propstei zwecks Errichtung einer Schäferei vier Anwesen in Klein Maspitz auf. Zwanzig Jahre später erwarb sie auch die übrigen beiden Gehöfte, um an deren Stelle einen Meierhof anzulegen. Die Bewohner des Dörfchens wurden in das nördlich von Maspitz neu angelegte Straßenangerdorf Klein Maspitz umgesiedelt. Beim Pestausbruch von 1680 starben in Maspitz 155 Einwohner. Später wandelte sich der Ortsname in Maispitz. Zur Unterscheidung von Tief Maispitz wurde Maispitz ab 1751 als Groß Maispitz bezeichnet. Die beiden nebeneinander liegenden Dörfer Groß Maispitz und Klein Maispitz bestanden im Jahre 1793 aus insgesamt 60 Häusern mit 405 Einwohnern. Ihre Fluren umfassten 1233 Joch Ackerland, von denen 100 zum Meierhof gehörten, 91 Joch Hutweideland, 46 Joch Wiesenland sowie 38 Joch Gartenland. In der ersten Hälfte des 19. Jahrhunderts wuchs Klein Maispitz mit Groß Maispitz zu einer Einheit zusammen.
Im Jahre 1834 bestand das Dorf Groß Maispitz bzw. Mašowice welke aus 73 Häusern mit 464 zu gleichen Anteilen deutsch- und mährischsprachigen Einwohnern. Haupterwerbsquelle war die Landwirtschaft. Die zum Znaimer Dekanat gehörige Pfarradministratur stand zusammen mit der Kirche und der Schule unter dem Patronat der Pöltenberger Kreuzherren. Abseits lagen der obrigkeitliche Meierhof (Mašovický Dvůr) mit einem Beamtenwohnhaus und einem Jägerhaus, sowie zwei Mühlen am Maispitzer Bach. Der Ort war Sitz eines der drei herrschaftlichen Forstreviere. Groß Maispitz war Pfarrort für Weskau. Bis zur Mitte des 19. Jahrhunderts blieb Groß Maispitz der Stiftsherrschaft Pöltenberg untertänig. Amtsort war Pöltenberg. 1841 wurde neben der Kirche eine neue Schule errichtet, zuvor erfolgte der Unterricht im Wirtshaus Pelánov, dem heutigen Sitz des Gemeindeamtes.
Nach der Aufhebung der Patrimonialherrschaften bildete Groß Maispitz / Velké Mašovice ab 1849 mit dem Ortsteil Bezkov eine Gemeinde im Gerichtsbezirk Znaim. Bezkov löste sich 1867 los und bildete eine eigene Gemeinde. 1868 wurde Groß Maispitz Teil des Bezirkes Znaim. Im Jahre 1880 lebten in der Gemeinde 518 Tschechen und 15 Deutsche, zehn Jahre später waren es ausschließlich 536 Tschechen. Die Freiwillige Feuerwehr wurde 1900 gegründet. 1907 erfolgte der Bau eines neuen Schulhauses hinter der Kirche, das vorherige Schulgebäude wurde zum Pfarrhaus umgenutzt. Im Jahre 1910 lebten in den 121 Häusern von Groß Maispitz 552 Personen, davon 540 Tschechen und zehn Deutsche. Die Verbindungsstraße nach Bezkov wurde 1912 gebaut. Nach dem Ersten Weltkrieg zerfiel der Vielvölkerstaat Österreich-Ungarn, das Dorf wurde danach Teil der Tschechoslowakischen Republik. Als tschechischer Ortsname wurde 1924 Mašovice festgelegt. 1928 erhielt Groß Maispitz eine Linienbusverbindung nach Znaim. Beim Zensus von 1930 bestand Groß Maispitz aus 135 Häusern und hatte 530 Einwohner, darunter 528 Tschechen. In der Mitte der 1930er Jahre entstand südlich von Groß Maispitz eine leichte Bunkerlinie des Tschechoslowakischen Walls. Nach dem Münchner Abkommen blieb Groß Maispitz zusammen mit Weskau zunächst bei der Tschechoslowakei, beide Dörfer gerieten jedoch in eine Insellage; zum angrenzenden tschechoslowakischen Gebiet bei Brenditz und Kasern führte keine Straße, dazwischen lag der Granitzgrund. Im Zuge der Grenzbereinigung vom 20. November 1938 erfolgte der Austausch von Groß Maispitz gegen Edmitz. Am 24. November 1938 wurde das Dorf von deutschen Truppen besetzt und dem deutschen Landkreis Znaim zugeordnet. Groß Maispitz war die einzige, ausschließlich von Tschechen bewohnte Gemeinde im Kreis. Beim Zensus von 1939 lebten in Groß Maispitz 562 Tschechen. Nach dem Ende des Zweiten Weltkrieges kam Mašovice zur Tschechoslowakei zurück und bildete wieder eine Gemeinde im Okres Znojmo.
Im Jahre 1961 lebten in den 126 Häusern von Mašovice 476 Menschen. Seit 2002 führt die Gemeinde ein Wappen und Banner. Ab 2004 entstand in der Flur Pšeničná ein neues Wohngebiet mit 40 Eigenheimen.

## Gemeindegliederung
Für die Gemeinde Mašovice sind keine Ortsteile ausgewiesen. Zu Mašovice gehören die Einschichten Mašovický Dvůr (Groß Maispitzer Hof) und Andělský Mlýn (Obere Mühle).

## Sehenswürdigkeiten
- Kirche Johannes des Täufers, der ehemals gotische Bau aus dem 13. Jahrhundert wurde im 17. und 18. Jahrhundert barock umgestaltet. Ihr heutiges Aussehen erhielt sie nach den Umbauten von 1836 und 1853. Das Altarbild des Hochaltars schuf Franz Anton Maulbertsch.
- Pfarrhaus, erbaut 1841 als Schule
- Kapelle vor dem Haus Nr. 103 auf dem Dorfplatz, sie wurde wahrscheinlich 1918 errichtet
- Bildstock am Schulgarten, errichtet 1639. Das aus Muschelkalk gefertigte Denkmal trägt die Inschrift IERG LAGNER SEIN HAOSFRAW AEBRLE 1639.
- Andělský mlýn (Obere Mühle), südöstlich des Dorfes im Tal des Mašovický potok. Der Barockbau aus dem Jahre 1695 wurde später zum Hegerhaus umgenutzt.
- Ruine der Čertův mlýn (Untere Mühle), unterhalb der Andělský mlýn im Tal des Mašovický potok. Der auch gebräuchliche Name Teufelsmühle leitete sich vom Teufelswehr, einem in der Nähe befindlichen Wasserfall des Mašovický potok her.
- Gehöfte in Volksbauweise
- Bunker des Tschechoslowakischen Walls
- Tief eingeschnittenes Thayatal
- Naturdenkmal Mašovický lom, aufgelassener Steinbruch mit größerem See am östlichen Ortsausgang. Er ist das einzige Vorkommen des Alpen-Kammmolches in Tschechien und wurde unter Schutz gestellt.
- Naturdenkmal Šafářka, nordöstlich des Dorfes